# Sandalolitha dentata
Sandalolitha dentata е вид корал от семейство Fungiidae. Видът не е застрашен от изчезване.

## Разпространение и местообитание
Разпространен е в Австралия, Американска Самоа, Британска индоокеанска територия, Вануату, Виетнам, Гуам, Индия, Индонезия, Камбоджа, Кирибати, Китай, Кокосови острови, Малайзия, Малдиви, Малки далечни острови на САЩ, Маршалови острови, Микронезия, Науру, Ниуе, Нова Каледония, Остров Рождество, Острови Кук, Палау, Папуа Нова Гвинея, Провинции в КНР, Самоа, Северни Мариански острови, Сейшели, Сингапур, Соломонови острови, Тайван, Тайланд, Токелау, Тонга, Тувалу, Уолис и Футуна, Фиджи, Филипини, Френска Полинезия и Япония.
Обитава океани и рифове. Среща се на дълбочина от 3 до 52 m, при температура на водата от 25,1 до 28,3 °C и соленост 34,5 – 34,6 ‰.